# Монотелитство
Монотелитизам (на грчком језику μονοθελητισμός „једна воља“) је христолошко учење, проглашено за јерес, које се развило почетком 7. веку у Византији, као резултат настојања царске власти да успостави верско јединство у држави. Наиме, иако је монофизитизам био осуђен на Четвртом васељенском сабору, још увек је било много оних који нису били спремани да прихвате халкидонски орос о две природе у Христу. Због тога је цариградски патријарх Сергије I настојао да пронађе компромисно решење. Сматрао је да је могуће рећи да у Христу постоје две природе, али само једна воља. Ово учење прихватио је и римски папа Хонорије I.
Монотелитском учењу отворено се супротставио свети Максим Исповедник који је тврдио да природа мора да има и сопствену природну вољу, те да би, ако бисмо прихватили да је Христос имао само једно вољу, из тога нужно следило да је имао и само једну природу или да је Његова људска природа била недостатна. Максима је подржао папа Мартин I (645—655), који је због тога отеран са катедре у прогонство на Крим. Св. Максим је мучен и од последица мучења (одсечена му је десна рука и ишчупан језик) је преминуо. Међутим, Црква је прихватила управо његово, диотелитстко учење о две воље у Христу, што је озваничено на Шестом васељенском сабору у Цариграду (680—681).

## Лиература
- Батрелос, Димитриос (2008). Византијски Христос: Личност, природа и воља у христологији светог Максима Исповедника. Крагујевац: Каленић.
- Петар Јевремовић, "Свети Максим исповедник и монотелитска криза", Источник: Часопис за веру и културу, II / 6 (1993), стр. 13-20.
- Лурје, Вадим (2010). Историја византијске философије: Формативни период. Сремски Карловци-Нови Сад: Издавачка књижарница Зорана Стојановића.[мртва веза]
- Meyendorff, John (1989). Imperial unity and Christian divisions: The Church 450-680 A.D. The Church in history. 2. Crestwood, NY: St. Vladimir's Seminary Press.
- Мајендорф, Џон (1997). Империјално јединство и хришћанске деобе: Црква од 450. до 680. године. Крагујевац: Каленић.
- Петар Новаковић, "Монотелитство и Шести Васељенски Сабор", Богословље: Орган Православног богословског факултета у Београду, XX / 1-2 (1976), стр. 139-161.
- Острогорски, Георгије (1969). Историја Византије. Београд: Просвета.
- Перовић, Давид (2001). „Дијалог са антихалкидонцима: Христологија Светога Максима Исповедника у Писмима XII-XV” (PDF). Богословље: Часопис Православног богословског факултета у Београду. 45 (1-2): 153—161. Архивирано из оригинала (PDF) 24. 09. 2020. г. Приступљено 25. 03. 2018.